# Shannon Vreeland
Shannon Vreeland (nacida el 15 de noviembre de 1991) es una nadadora internacional estadounidense de pruebas de estilo libre y medallista de oro olímpica. Fue miembro del equipo olímpico de Estados Unidos 2012, y ganó una medalla de oro en los 4 × 200 metros relevo estilo libre en los Juegos Olímpicos de Londres 2012. Es parte del récord estadounidense actual en el relevo 4 x 100 metros estilo libre. 
Vreeland nació en St. Louis, Misuri, hija de Connie y Daniel Vreeland, y tiene una hermana gemela, Michelle. Creció en Overland Park, Kansas, y asistió a Blue Valley West High School, donde se graduó en 2010.
Estudió el grado de Relaciones Internacionales y Economía en la Universidad de Georgia.